# Otmuchów (hrad)
Otmuchów je hrad ve stejnojmenném městě v jižním Polsku v Opolském vojvodství, který byl až do roku 1810 sídlem vratislavských biskupů. Byl postaven v polovině 13. století, pravděpodobně mezi lety 1245 až 1261 rozšířením stavby ze 12. století. Hrad se nachází na kopci nad údolím řeky Kladská Nisa, ležícím v severozápadní části města.

## Historie

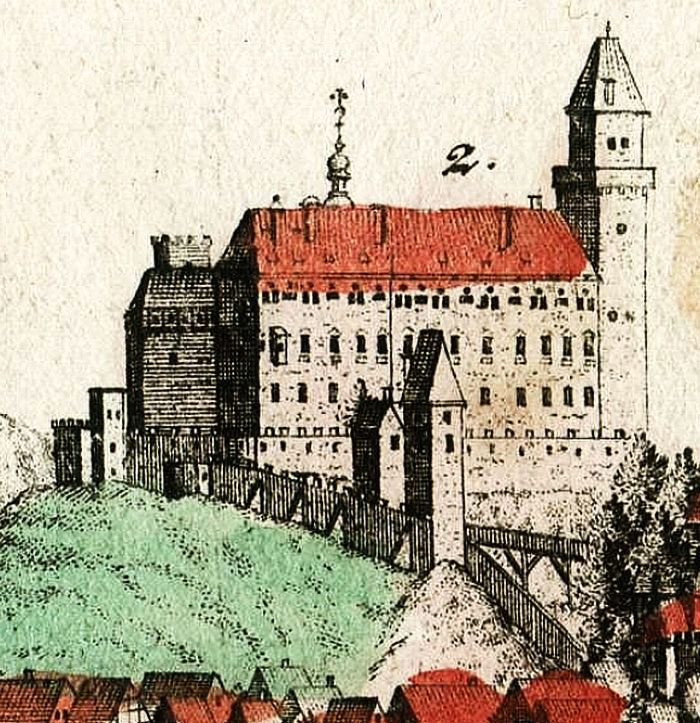
Hrad Otmuchów v roce 1738

V místě současného hradu stával původně menší hrad, který je písemně doložen v roce 1155 a byl centrem kastelánie. Papež Hadrián IV. ho bulou i s okolím svěřil vratislavským biskupům. Původní objekt byl zničen v době mongolského vpádu do Evropy. V roce 1295 byl nový hrad zvětšen a opevněn. Ve 14. století sloužil vratislavským biskupům jako úložiště cenných pokladů a písemností. V roce 1430 ho bez boje obsadili husité, kteří hrad drželi až do roku 1443, kdy jim vratislavský biskup Konrád IV. vyplatil výkupné 2000 uherských zlatých.

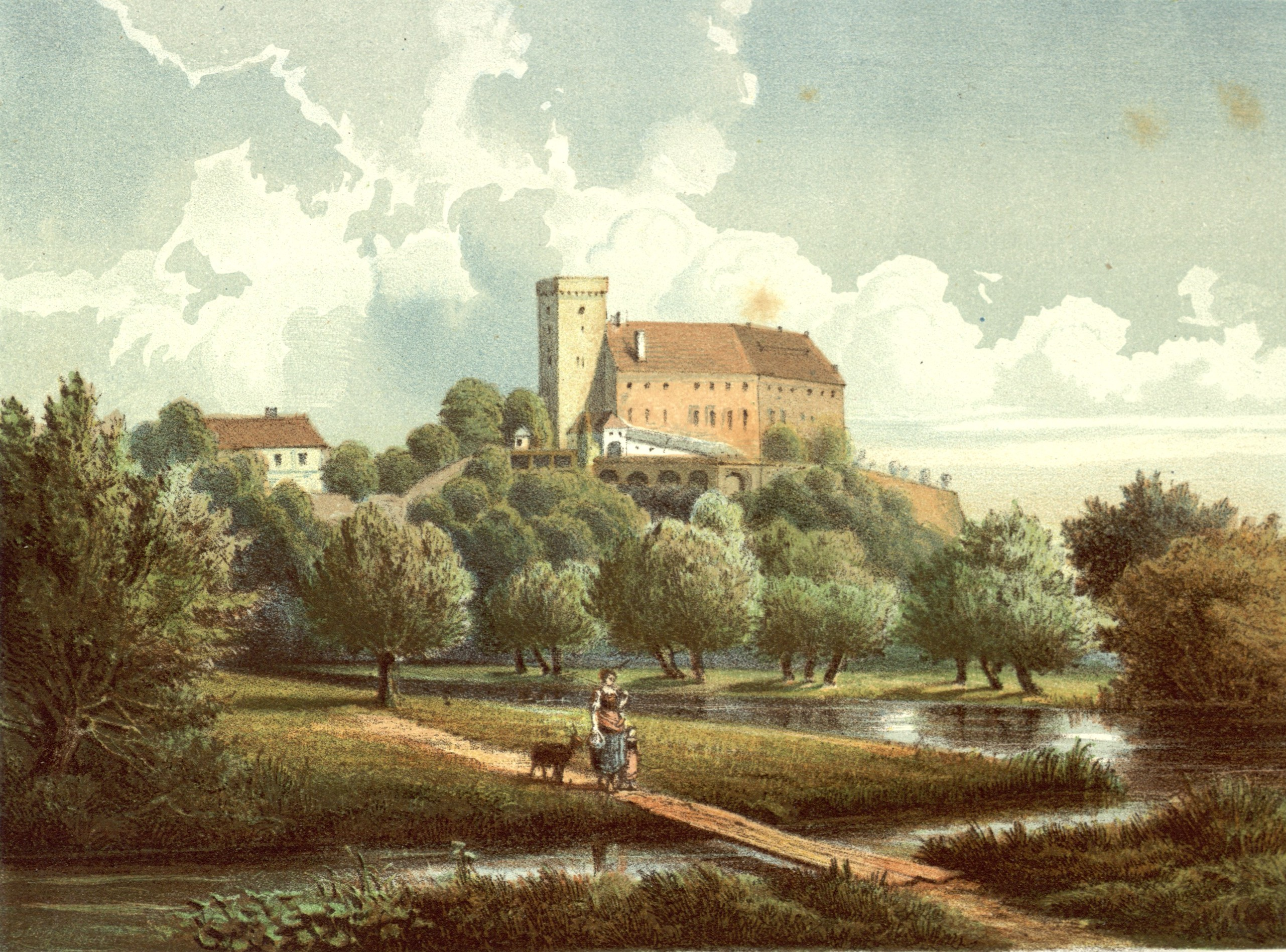
Litografie hradu z roku 1857

V letech 1484–1485 nechal vratislavský biskup Jan IV. provést pozdně gotickou přestavbu. V letech 1585 až 1596 nechal biskup Ondřej Jerin budovu přestavět z obranné gotické pevnosti na renesanční sídlo. Biskup Ondřej byl mecenášem umění, nechal přestavět jedno křídlo, fasády sídla byly ozdobeny sgrafity a byly provedené polychromované kazetové stropy. Během třicetileté války hrad vypálili Švédové pod velením generálem Wittenberga, takže zpustl. Hrad nově zbudoval biskup Karel Ferdinand Vasa. V té době vznikly slavné Koňské schody. V letech 1706–1707 nechal biskup František Ludvík pod hradem postavit nový barokní zámek. V době slezských válek již hrad jako sídlo vratislavského biskupa nesloužil. V roce 1810 v důsledku sekularizace objekt přešel do vlastnictví pruského státu. V roce 1820 ho získal pruský diplomat Wilhelm von Humboldt, který nechal rozebrat jihozápadní křídlo. Materiál byl použit k výstavbě části hradu, která se dochovala do současnosti. Jeho bratr Alexander zde založil zahradu. V roce 1929 památka přešla do majetku města.

## Architektura
Původní středověký hrad stál v místě, kde se dnes nachází východní část severního křídla. Tato obdélníková budova má rozměry 11,5 × 22 metrů a ze stejného období pochází také vysoká čtyřhranná věž. Při barokní přestavbě se změnilo vnitřní uspořádání, přibyla schodiště a zvětšila se okna.
Nejstarší části hradního komplexu je vstupní brána, kde tloušťka zdí dosahuje až 2,1 metru. V severní části se nachází vysoká věž se zaoblenými rohy a v severozápadní části přestavěné jednopodlažní křídlo, kde je v současnosti restaurace. V západní části areálu se původně nacházela kaple a později barokní obytné křídlo. V 19. století bylo obytné křídlo rozebráno a vznikla zde zámecká zahrada.